# C/2014 U3 (Kowalski)
C/2014 U3 (Kowalski) — одна з параболічних комет. Ця комета була відкрита 26 жовтня 2014 року; вона мала 19.6m на час відкриття.